# 科斯塔德诺比利
科斯塔德诺比利（義大利語：Costa de' Nobili），是意大利帕维亚省的一个市镇。总面积11平方公里，人口368人，人口密度33.5人/平方公里（2009年）。国家统计（ISTAT）代码为018058。